# Maronge (plaats)
Maronge is een bestuurslaag in het regentschap Sumbawa van de provincie West-Nusa Tenggara, Indonesië. Maronge telt 4213 inwoners (volkstelling 2010).